# Hydrophorus ochraceus
Hydrophorus ochraceus är en tvåvingeart som beskrevs av Becker 1914. Hydrophorus ochraceus ingår i släktet Hydrophorus och familjen styltflugor.
Artens utbredningsområde är Uganda. Inga underarter finns listade i Catalogue of Life.